# Punta Pian Spigo
La Punta Pian Spigo (2.540 m s.l.m.) è una vetta delle Alpi Graie.
Si trova in provincia di Torino (TO) lungo lo spartiacque tra la Val Grande di Lanzo e la Valle Orco e ricade nei territori comunali di Chialamberto e di Locana.

## Descrizione
La montagna si trova alla convergenza di tre creste: la cresta sud-occidentale divide tra loro i valloni della Paglia e di Vassola, entrambi tributari della Stura di Valgrande, mentre quella sud-orientale fa parte dello spartiacque Stura/Orco che scende verso il Passo del Bojret (2.330 m) e prosegue in direzione della Bellavarda.
Anche la terza cresta appartiene a tale spartiacque e con andamento sud-nord raggiunge il Colle della Forca (2.458 m).
Sul versante nord-orientale della montagna è situato il Lago del Bojret (2.281 m).

## Accesso alla cima

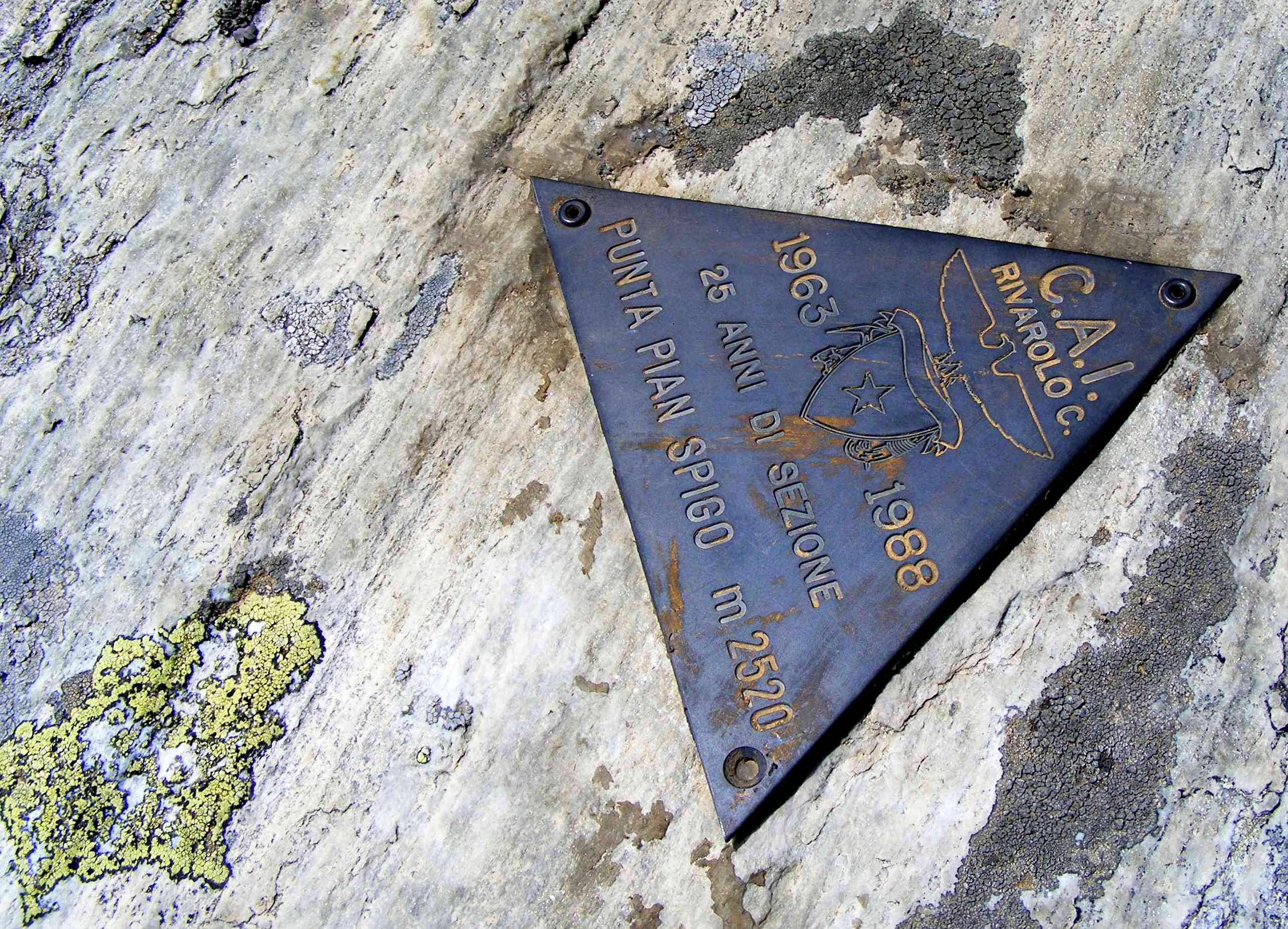
Placca commemorativa del CAI di Rivarolo sulla vetta

La punta può essere raggiunta con partenza da Vonzo passando per il Santuario della Madonna di Ciavanis e per il Passo del Bojret con un itinerario valutato di difficoltà EE.
Si può inoltre raggiungere la vetta dalla Valle dell'Orco (frazione Carello di Locana), anche in questo caso con difficoltà EE.
La salita da Vonzo è una classica gita scialpinistica.